# Isochromodes turbinata
Isochromodes turbinata là một loài bướm đêm trong họ Geometridae.